# Viviane Loschetter

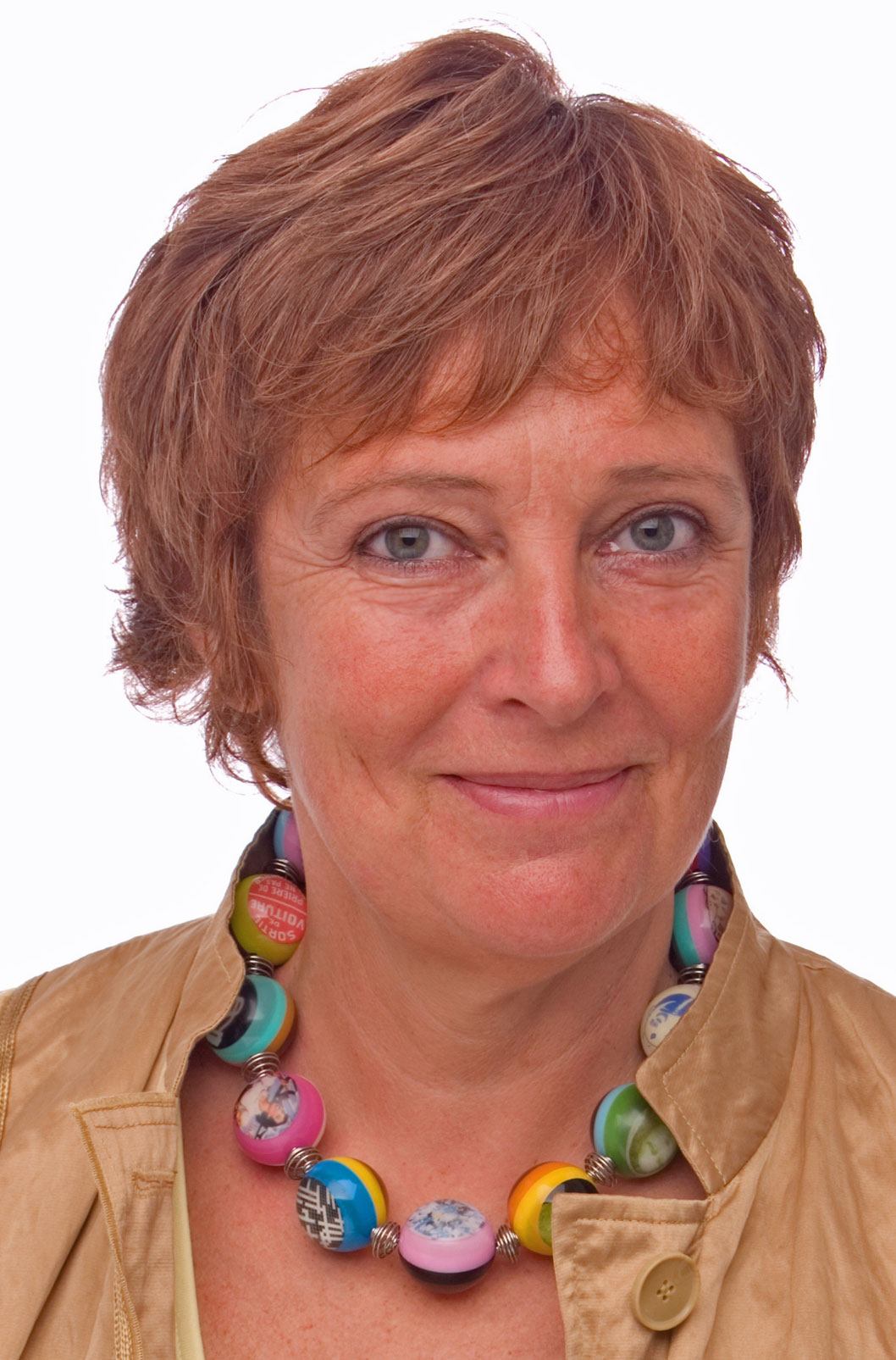
Viviane Loschetter 2007

Viviane Loschetter (* 10. April 1959 in Luxemburg) ist eine luxemburgische Politikerin der Grünen Partei (déi gréng). Von Beruf ist sie Sozialpädagogin.

## Themen
Für Viviane Loschetter gehört zum grünen Ur-Thema, dem Schutz der Natur, auch allen Menschen gleichwertige Lebensverhältnisse zu ermöglichen. Andere wichtige Punkte sind eine sozial gerechte Politik für den Arbeitsmarkt und Chancengleichheit für Mann und Frau.

## Gemeindepolitik
Von 2000 bis 2017 war sie im Gemeinderat der Stadt Luxemburg vertreten. Zudem war sie Schöffin in der Hauptstadt.

## Landespolitik
Viviane Loschetter ist der grünen Partei im Jahr 1998 beigetreten. Loschetter wurde am 13. Juni 2004 erstmals in die Chambre des Députés hineingewählt. Bei den Wahlen vom 7. Juni 2009 und denen vom 20. Oktober 2013 konnte sie ihr Mandat wieder erlangen. 2013 wurde sie Fraktionsvorsitzende der Grünen. Zur Kammerwahl 2018 trat Loschetter nicht mehr an. 